# NGC 6290
NGC 6290 је спирална галаксија у сазвежђу Змај која се налази на NGC листи објеката дубоког неба.
Деклинација објекта је + 58° 58' 15" а ректасцензија 17h 0m 56,4s. Привидна величина (магнитуда) објекта NGC 6290 износи 13,5 а фотографска магнитуда 14,4. NGC 6290 је још познат и под ознакама UGC 10665, MCG 10-24-88, CGCG 299-43, ARAK 513, PGC 59428.